# 홋타 마사모리

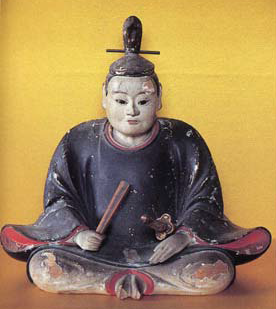
홋타 마사모리 상(像)

홋타 마사모리(일본어: 堀田正盛, 게이초 13년 음력 12월 11일(1609년 1월 16일) ~ 게이안 4년 음력 4월 20일(1651년 6월 8일))는 에도 시대 전기의 다이묘, 노중격, 노중이다. 홋타 종가 시조. 무사시 가와고에번주, 시나노 마쓰모토번주, 시모사 사쿠라번 초대 번주.
아버지는 하타모토 홋타 마사요시, 어머니는 이나바 마사나리의 딸이다.

## 같이 보기
- 아베 시게쓰구 - 주군 이에미쓰 사후 아베 시게쓰구와 동일한 날짜에 순사하였다.
- 이나바 마사카쓰 - 이종사촌

| 전임 사카이 다다토시 | 가와고에번 번주 (홋타씨) 1635년 ~ 1638년 | 후임 마쓰다이라 노부쓰나 |

| 전임 마쓰다이라 나오마사 | 마쓰모토번 번주 (홋타씨) 1638년 ~ 1642년 | 후임 미즈노 다다키요 |

| 전임 막부령(마쓰다이라 야스노부) | 제1대 사쿠라번 번주 (홋타씨) 1642년 ~ 1651년 | 후임 홋타 마사노부 |